# Какпансор
Какпансор (каз. Қақпансор) — упразднённое село в Сузакском районе Туркестанской области Казахстана. Входило в состав Сузакского сельского округа. Код КАТО — 515647300. Исключено из учётных данных в 2023 году

## Население
В 1999 году население села составляло 162 человека (87 мужчин и 75 женщин). По данным переписи 2009 года, в селе проживало 97 человек (50 мужчин и 47 женщин).